# Halictinae
De Halictinae is een onderfamilie van vliesvleugeligen uit de  familie van de Halictidae.
Ze bestaan uit meer dan 2400 bijensoorten die behoren tot de vijf taxonomische geslachtengroepen: Augochlorini, Thrinchostomini, Caenohalictini, Sphecodini en Halictini, hoewel sommige entomologen een alternatieve indeling in twee geslachtengroepen gebruiken, zijnde de Augochlorini en de Halictini.
De soorten van de onderfamilie Halictinae worden gekenmerkt door het bezit van een legboor in de vorm van een giftige angel voor verdediging tegen predator en prooi.